# Pwd
A Unix-alapú operációs rendszerekben a pwd parancs (a print working directory rövidítése) az aktuális munkakönyvtár listázására használható. Az sh és a bash Unix rendszerhéjban beépített parancs. Egyszerűen implementálható a POSIX C getcwd() illetve getwd() függvényeivel.
A pwd DOS-os megfelelője a paraméter nélkül meghívott cd parancs. OpenVMS rendszereken a show default a megfelelője.

## Példák
Ha beírjuk a parancsot egy terminálba
```
$
 
pwd

/home/foobar

```

akkor a képernyőre kiíródott a /home/foobar az aktuális munkakönyvtárat adja meg. Ha például a /usr/local/bin könyvtárból használjuk a parancsot, akkor a következőt kapjuk:
```
$
 
pwd

/usr/local/bin

```

Ahhoz, hogy egy könyvtárral fennebb kerüljünk használjuk a cd .. parancsot, majd újból meghívjuk a pwd parancsot, hogy leellenőrizzük magunkat:
```
$
 
cd
 
..
$
 
pwd
 

/usr/local

```

A pwd -P az aktuális könyvtár valódi útvonalát írja ki akkor is, ha symlinken keresztül jutottunk oda.